# Peter Lorre

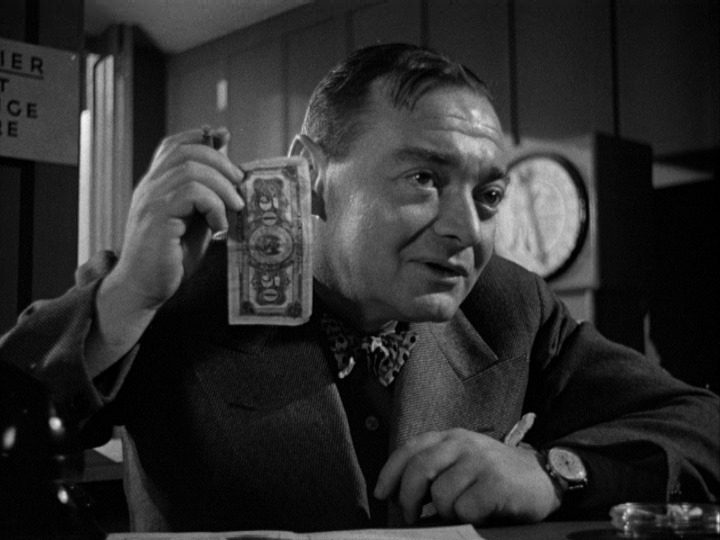
Peter Lorre w filmie Quicksand w 1950.

Peter Lorre (ur. jako László Löwenstein 26 czerwca 1904 w Rużomberku w Austro-Węgrzech [dzisiejsza Słowacja], zm. 23 marca 1964 w Los Angeles) – amerykański aktor filmowy pochodzący z Austro-Węgier.

## Życiorys
Urodził się w żydowskiej rodzinie Alajosa Löwensteina i Elviry Freischberger. Miał dwójkę braci. Będąc dzieckiem stracił matkę, a jego ojciec ponownie się ożenił z Melanie Klein. Jako nastolatek uciekł z domu, a w wieku 17 lat debiutował na scenach teatralnych w Wiedniu. Później wyjechał do Niemiec i nawiązał współpracę z Bertoltem Brechtem. Jego pierwszą wielką kreacją na ekranie okazał się czarny charakter z filmu Fritza Langa M - morderca (1931). Występ ugruntował pozycję aktora jako doskonałego odtwórcę filmowych antagonistów. Z powodu pochodzenia opuścił Niemcy i wyjechał do Anglii, gdzie zagrał w filmach szpiegowskich Alfreda Hitchcocka Człowiek, który wiedział za dużo (1934) oraz Bałkany (1936). W następnych latach odnosił wielkie sukcesy w Ameryce, wystąpił m.in. w głośnym dziele Johna Hustona Sokół maltański (1941) i słynnej Casablance (1942) Michaela Curtiza. Wciąż występował w teatrach, a także słuchowiskach radiowych. Do jego udanych produkcji z późniejszego etapu kariery należą m.in. czarna komedia Arszenik i stare koronki (1944), 20 000 mil podmorskiej żeglugi (1954) i Kruk (1963).
W 1960 przyznano mu gwiazdę w Hollywoodzkiej Alei Sław. Był trzykrotnie żonaty: z Celią Lovsky, Kaaren Verne i Anne Brenning, z którą doczekał się jedynej córki. Przez lata zmagał się z problemami zdrowotnymi, które doprowadziły go do uzależnienia się od narkotyków. Zmarł 23 marca 1964 na skutek udaru mózgu.

## Wybrana filmografia
- 1931: M – Morderca
- 1934: Człowiek, który wiedział za dużo
- 1940: Stranger on the Third Floor
- 1941: Sokół maltański
- 1942: Casablanca
- 1944: Arszenik i stare koronki
- 1946: Czarny anioł
- 1946: Werdykt
- 1946: Pościg
- 1954: Casino Royale
- 1954: 20 000 mil podmorskiej żeglugi
- 1956: W 80 dni dookoła świata
- 1957: Jedwabne pończoszki
- 1960: Alfred Hitchcock przedstawia: Człowiek z południa (Man from the South)
- 1961: Wyprawa na dno morza
- 1962: Opowieści niesamowite
- 1963: Kruk